# 帝國 (1973年遊戲)
《帝國》是1973年为柏拉圖系統编写的电脑游戏。它很可能是第一款联网的多人竞技场射击游戏，意义重大。它也可能是最早的网络多人动作游戏（另一說是《迷宮》）。